# 我有一个梦想

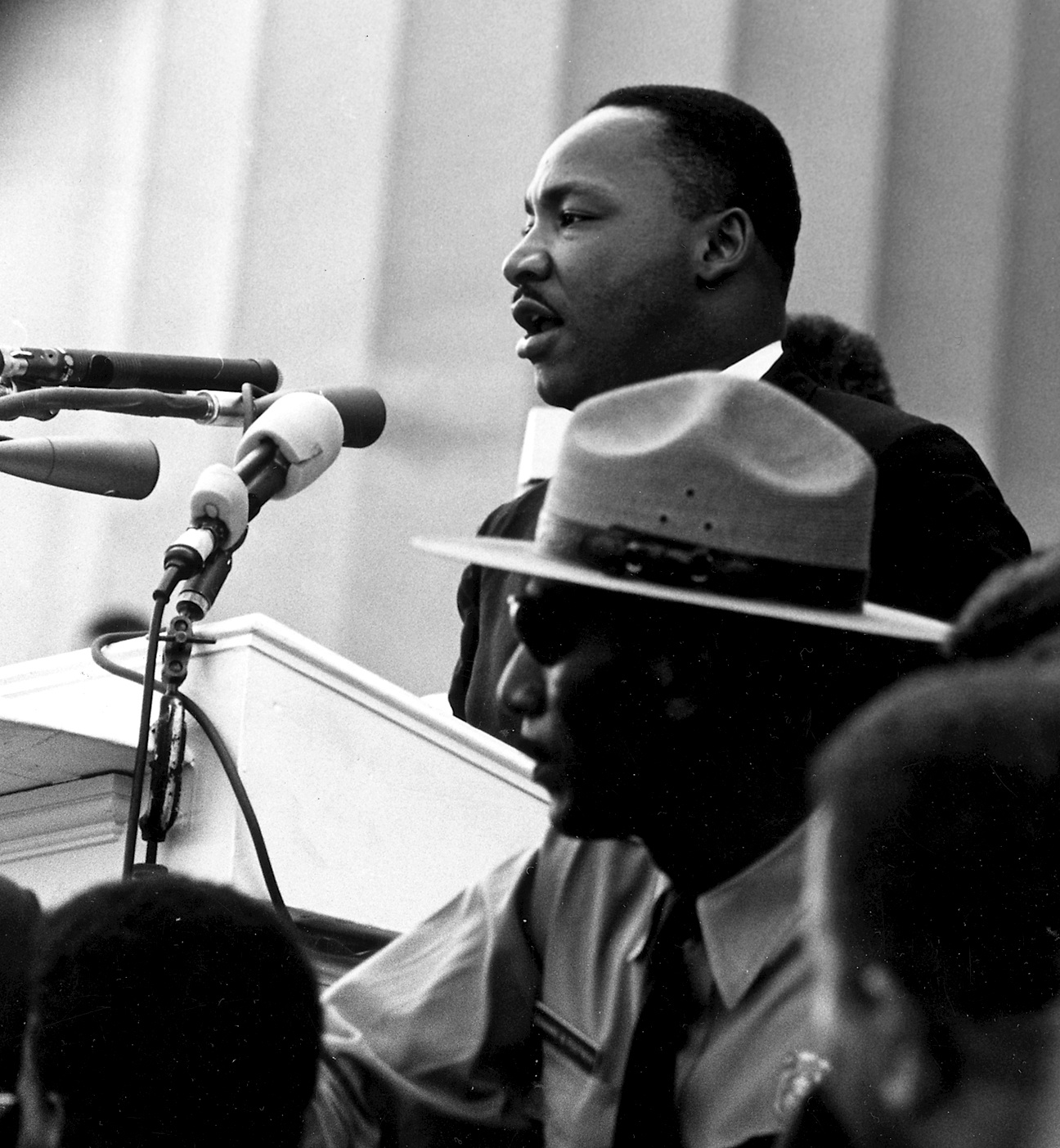
馬丁·路德·金在華盛頓林肯紀念堂演講《我有一個夢想》

《我有一个梦想》（英語：I Have a Dream）是1960年代的美國黑人民權運動领袖马丁·路德·金博士一場極為著名演讲的稱呼，得名於他在該次演說中，強力且有說服力地描述他對於黑人與白人有一天能和平且平等共存的遠景時，不斷重複使用的一詞。演講在1963年8月28日华盛顿大游行中，於林肯纪念堂前發表。該演講被视为民权运动最著名的时刻之一，也是美国历史上最具标志性的演讲之一。这次演讲最终促使美國國會在1964年通過《1964年民權法案》，宣布所有種族隔離和歧視政策為非法政策。

## 軼闻
2008年8月28日，正值《我有一個夢想》發表45周年之际，時任伊利諾伊州參議員巴拉克·奧巴馬接受民主黨提名為候選人時進行演說，其後當選成為历史上首位黑人美國總統。

## 外部連結
- 「我有一個夢」全文（英文）
- 「我有一個夢」全文 （页面存档备份，存于）（中文）

38°53′21.48″N 77°3′0.40″W / 38.8893000°N 77.0501111°W